# Гудовщиков, Сергей Сергеевич
Сергей Сергеевич Гудовщико́в — советский металлург.

## Биография
В 1913 году поступил и в 1920 окончил металлургическое отделение Петроградского политехнического института (ЦГА СПб, ф. р-3121, оп. 1 д. 279). В 1920-х годах начальник мартеновского цеха Надеждинского завода.
С 1923 года начальник мартеновского цеха Енакиевского металлургического завода. В 1929 года в командировке на сталелитейных предприятиях Германии и Чехословакии. В 1932 году по его инициативе в цехе стали применять в качестве топлива смесь коксового и доменного газов. Это дало сталеплавильщикам мартеновской печи № 5 рекордный результат: 7,45 тонны с одного квадратного метра пода печи. Премирован автомобилем.
В 1933—1939 начальник нового мартеновского цеха завода в Макеевке (Донецкая область).
С 23 декабря 1939 года зам. главного инженера и главный сталеплавильщик КМК имени И. В. Сталина.

## Награды и премии
- Сталинская премия третьей степени (1947) — за разработку и внедрение приборов автоматического управления мартеновскими и доменными процессами
- орден Ленина